# Борщівка (Городоцька міська громада)
Борщі́вка — село в Україні, у Городоцькій міській територіальній громаді Хмельницького району Хмельницької області. Населення становить 713 осіб.

## Історія
Село згадується у грамоті 1 березня (10 березня за новим стилем) 1440 року — король Володислав підтверджує за Петром Одровонжем 13 раніше наданих йому Ягайлом сіл.
7 (20) листопада 1917 року, відповідно до Третього Універсалу Української Центральної Ради, увійшло до складу Української Народної Республіки.
12 червня 2020 року, відповідно до розпорядження Кабінету Міністрів України № 727-р «Про визначення адміністративних центрів та затвердження територій територіальних громад Хмельницької області», увійшло до складу Городоцької міської громади.
19 липня 2020 року, в результаті адміністративно-територіальної реформи та ліквідації Городоцького району, увійшло до складу новоутвореного Хмельницького району.
Колищній орган місцевого самоврядування — Радковицька сільська рада.

## Населення

### Мова
Розподіл населення за рідною мовою за даними :
| Мова       | Кількість | Відсоток |
| ---------- | --------- | -------- |
| українська | 712       | 99.86 %  |
| російська  | 1         | 0.14 %   |
| Усього     | 713       | 100 %    |

## Герб та прапор
Затверджені 23 листопада 2017 р. рішенням № 10 XX сесії сільської ради VII скликання. Автори — П. Б. Войталюк, К. М. Богатов, В. М. Напиткін.
Щит двічі перетятий хвилясто на срібло, лазур і срібло. В першій частині червоне шістнадцятипроменеве сонце; в другій сидить срібна сорока з чорними крилами; в третій три зелені вертикальні дубові листки в балку. Щит вписаний у золотий декоративний картуш і увінчаний золотою сільською короною. Унизу картуша напис «БОРЩІВКА».
Герб та прапор символізують місцеві природні особливості — густі ліси і річку Сороку.

## Галерея

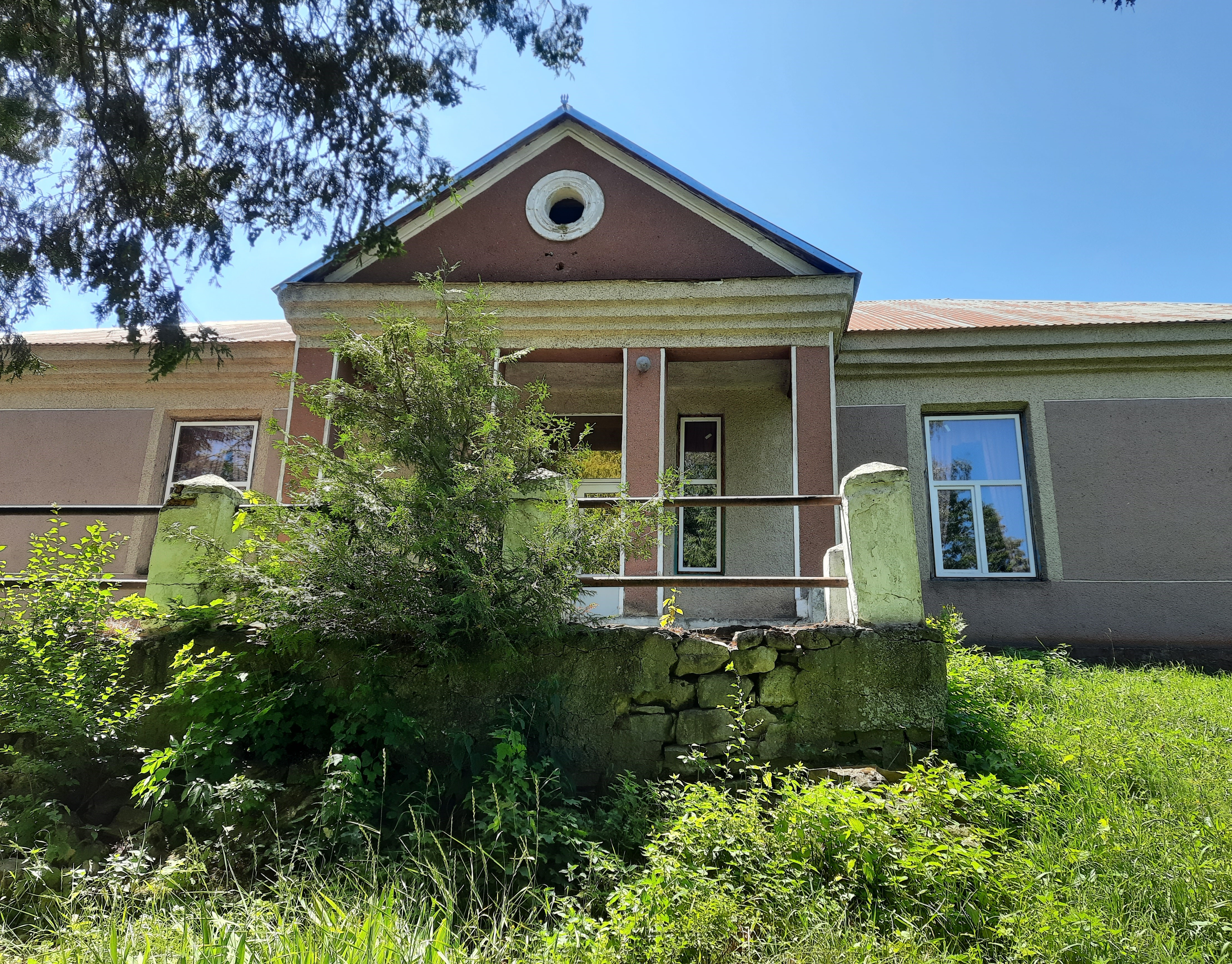
Клуб
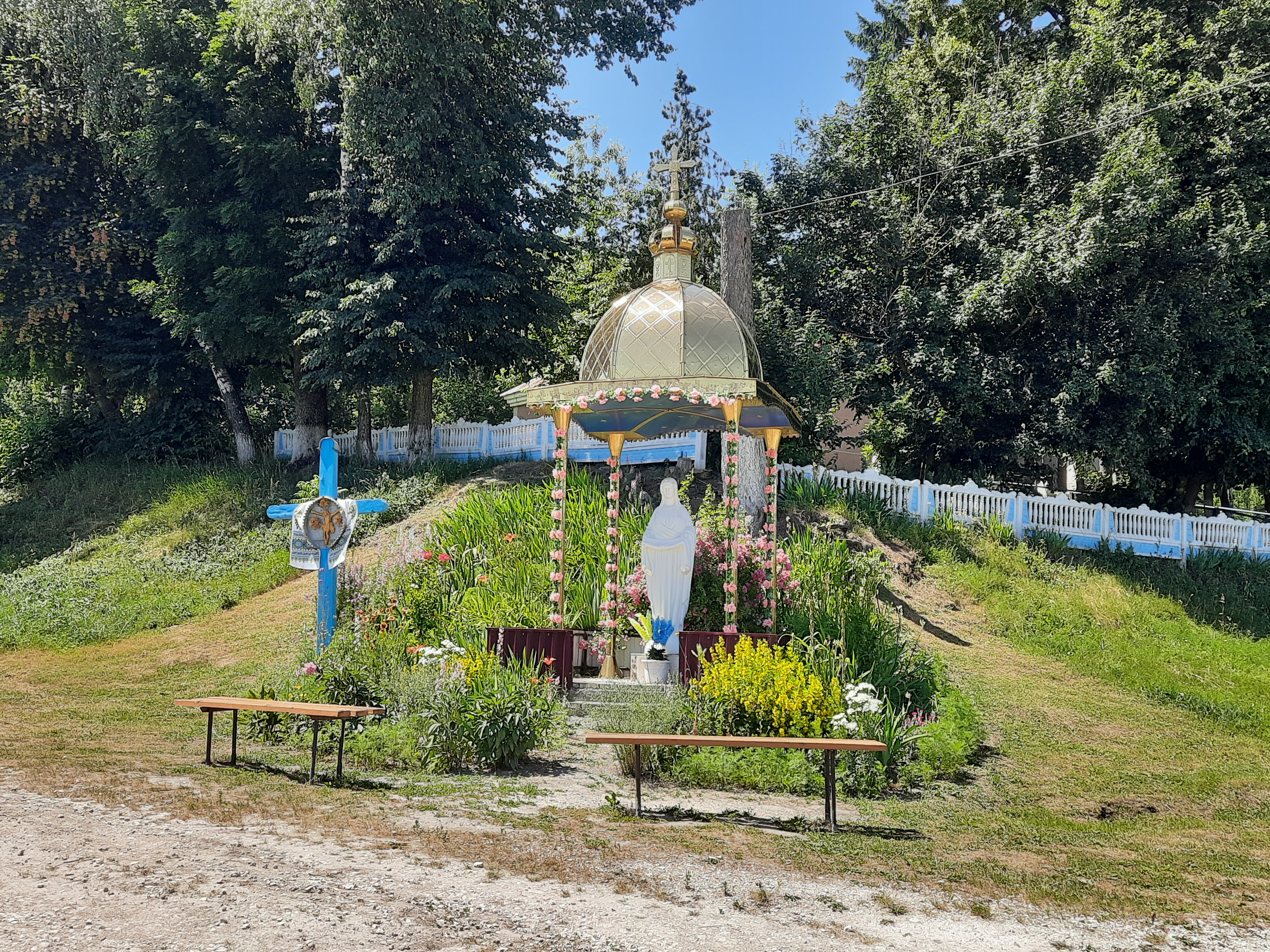
Статуя Божої Матері
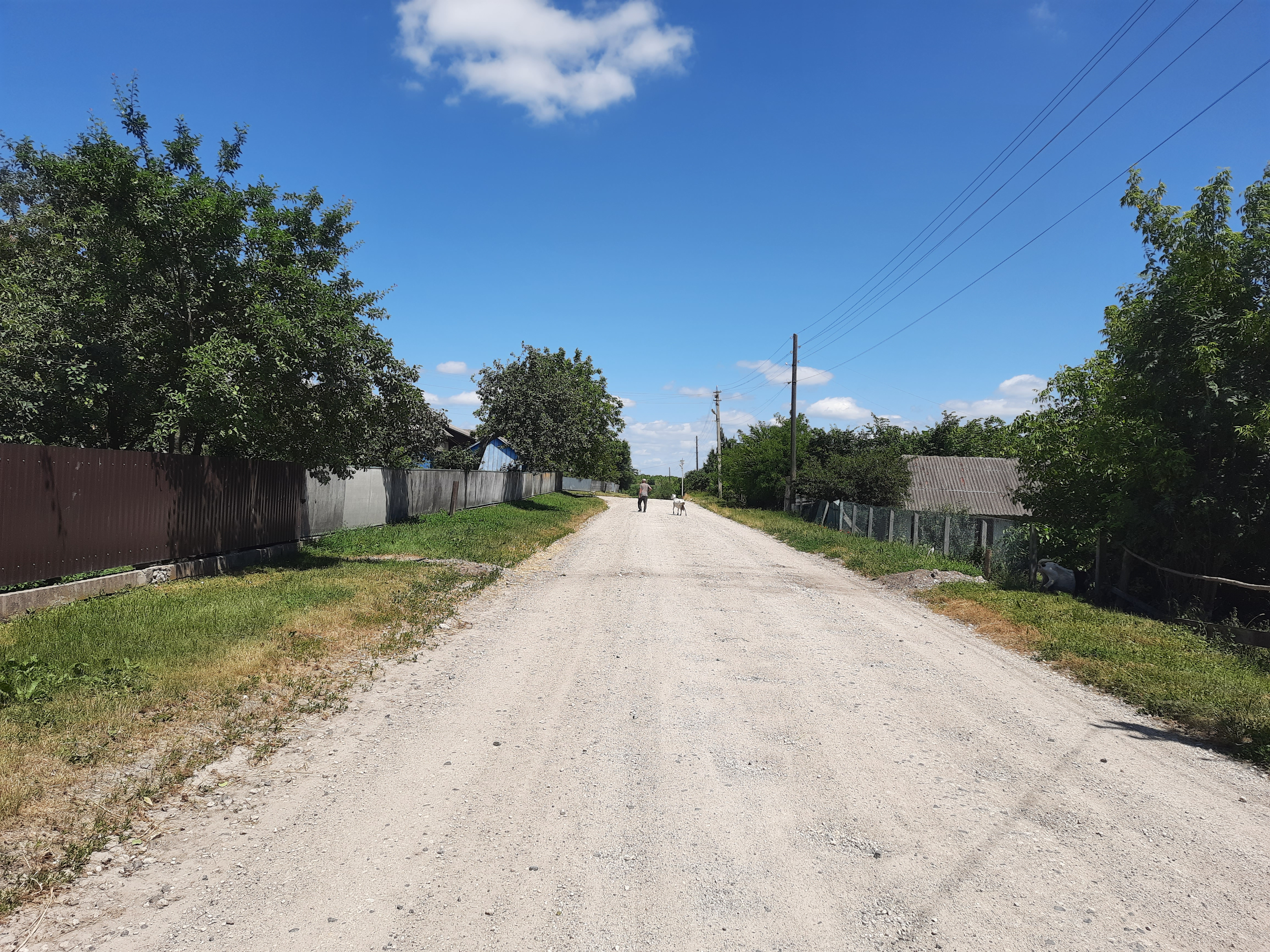
Сільська вулиця
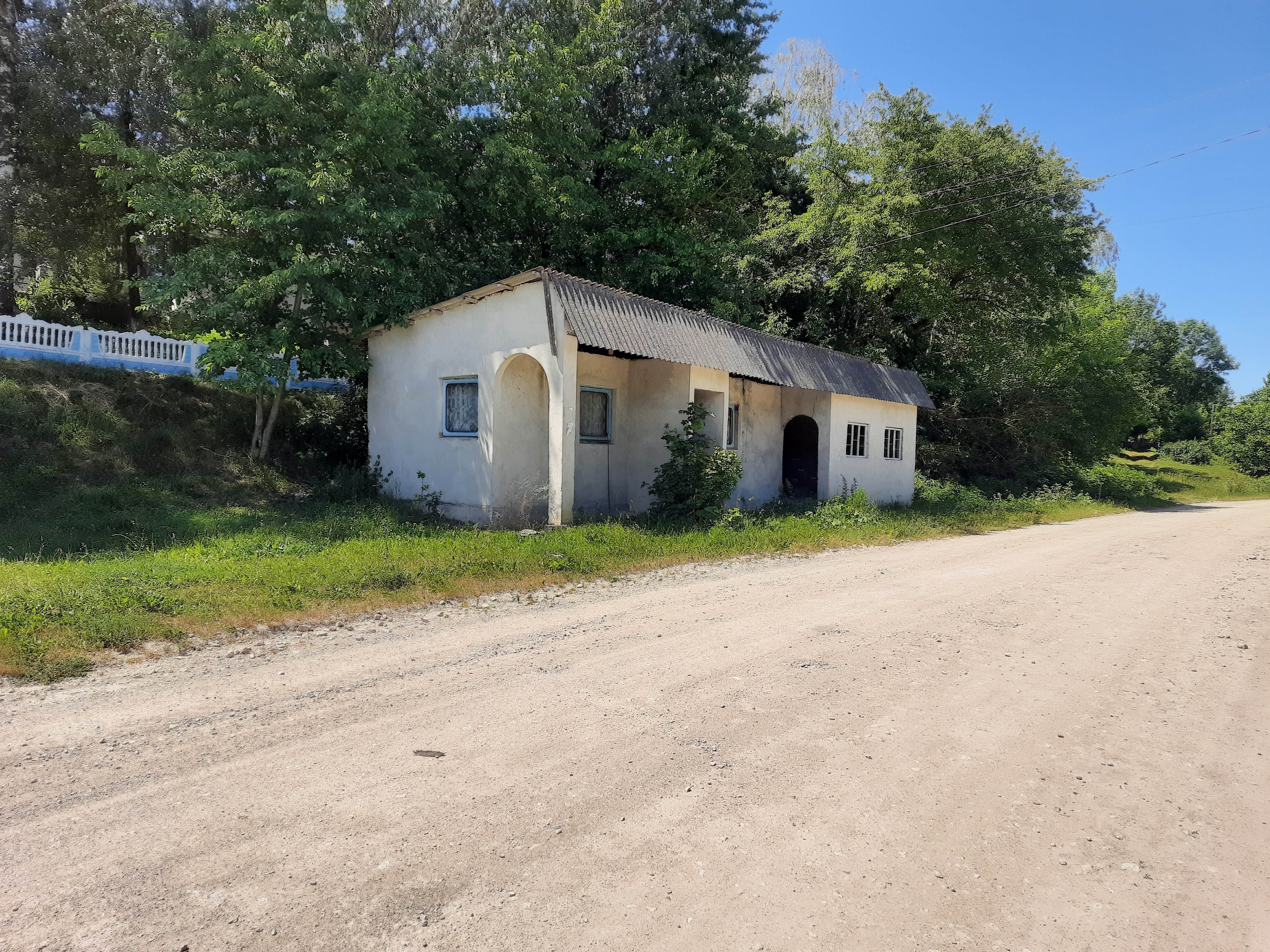
Автобусна зупинка
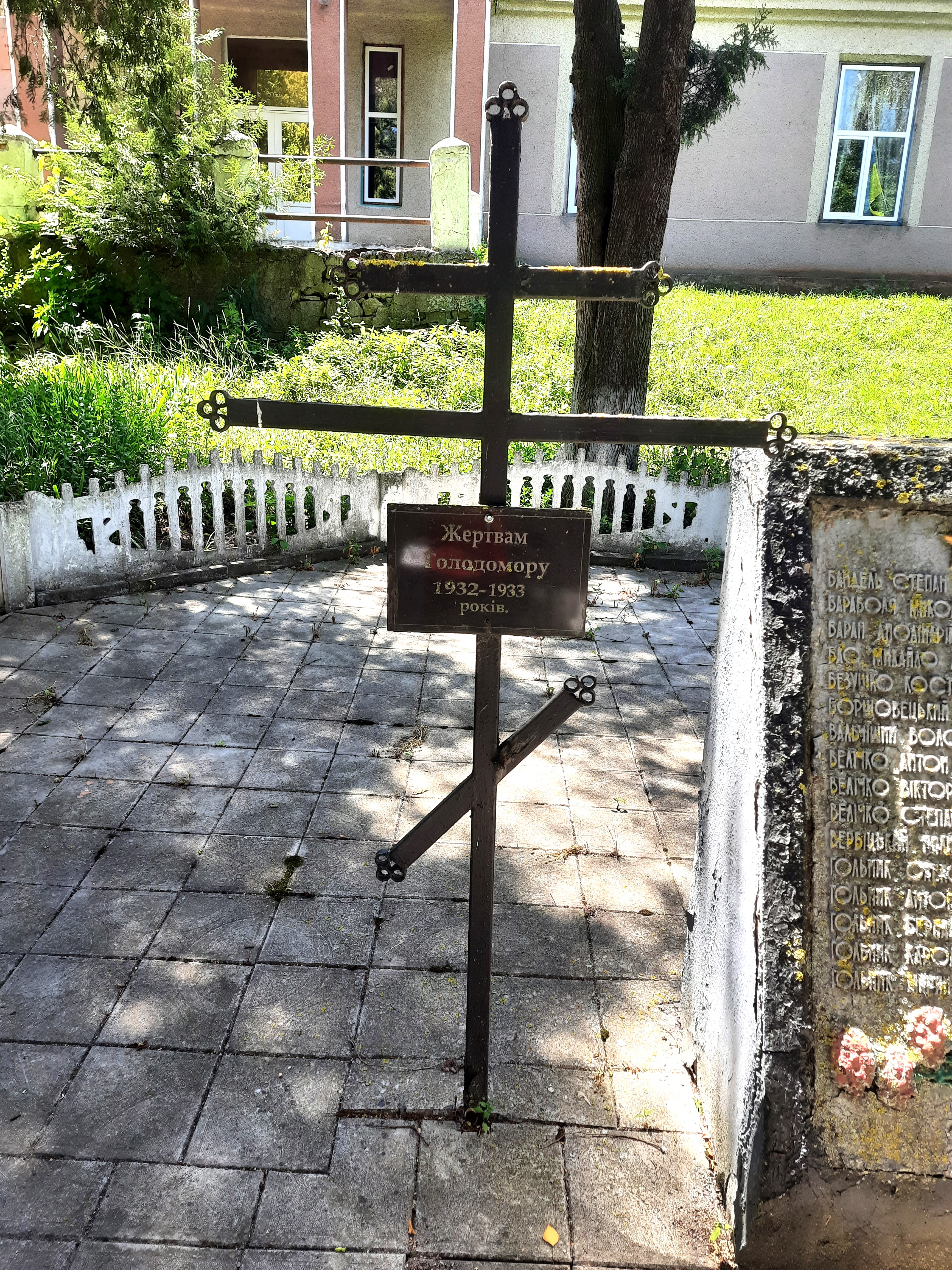
Пам'ятний знак жертвам голодомору